# Juventus 1940-1941
Questa voce raccoglie le informazioni riguardanti la Juventus nelle competizioni ufficiali della stagione 1940-1941.

## Stagione
La Juventus, rinforzatasi in questa stagione con l'ala Gino Colaussi prelevata dalla Triestina per la somma di cinquecentomila lire, dovette tuttavia presto affrontare il lutto per la perdita del suo allenatore, l'ex bandiera Umberto Caligaris, improvvisamente scomparso poco dopo la metà di ottobre, neanche quarantenne, per via di un aneurisma che lo colpì nel corso di una partita fra vecchie glorie.
Gli subentrò in panchina un altro dei protagonisti del Quinquennio d'oro, Federico Munerati, il quale a fine anno traghettò i bianconeri al quinto posto della classifica nel campionato di Serie A, che per ragioni di propaganda nonché per rasserenare la popolazione, proseguì nonostante l'entrata nell'Italia nel secondo conflitto mondiale per volere di Benito Mussolini, convinto a torto di trovarsi davanti a una guerra lampo che invece sfocerà in una delle pagine più drammatiche nella storia della penisola. Frattanto il calcio continuava il suo regolare svolgimento, e in Coppa Italia i piemontesi, che pure nel turno precedente avevano superato l'Ambrosiana-Inter al tempo ai vertici, vennero estromessi negli ottavi di finale dalla Fiorentina campione uscente, sconfitti a Firenze per 5-3.

## Maglia
| Casa | 1ª portiere | 2ª portiere |

## Rosa
| N. |                   | Ruolo | Calciatore             |
| -- | ----------------- | ----- | ---------------------- |
|    | Italia (bandiera) | P     | Alfredo Bodoira        |
|    | Italia (bandiera) | P     | Cesare Goffi           |
|    | Italia (bandiera) | D     | Alfredo Foni           |
|    | Italia (bandiera) | D     | Pietro Rava            |
|    | Italia (bandiera) | D     | Giovanni Varglien (II) |
|    | Italia (bandiera) | C     | Francesco Capocasale   |
|    | Italia (bandiera) | C     | Teobaldo Depetrini     |
|    | Italia (bandiera) | C     | Carlo Parola           |

| N. |                    | Ruolo | Calciatore                    |
| -- | ------------------ | ----- | ----------------------------- |
|    | Italia (bandiera)  | C     | Mario Varglien (I) (capitano) |
|    | Italia (bandiera)  | A     | Savino Bellini                |
|    | Italia (bandiera)  | A     | Mario Bo                      |
|    | Italia (bandiera)  | A     | Felice Borel (II)             |
|    | Italia (bandiera)  | A     | Gino Colaussi                 |
|    | Italia (bandiera)  | A     | Guglielmo Gabetto             |
|    | Albania (bandiera) | A     | Riza Lushta                   |
|    | Italia (bandiera)  | A     | Ercole Rabitti                |

## Risultati

### Serie A

#### Girone di andata
| Arbitro: | Scorzoni (Bologna) |

|                                     |           |                  |
| Vettraino 22’ Capocasale 62’ (aut.) | Marcatori | 37’, 57’ Bellini |

| Arbitro: | Barlassina (Novara) |

|                     |           |                |
| Gabetto 2’, 7’, 22’ | Marcatori | 87’ G. Ferrari |

| Arbitro: | Dattilo (Roma) |

|                   |           |  |
| Lushta 49’ Bo 87’ | Marcatori |  |

| Arbitro: | Pizziolo (Firenze) |

|                       |           |                            |
| Milano 21’ Busani 49’ | Marcatori | 2’ Lushta 12’ (rig.) Borel |

| Arbitro: | Bonivento (Venezia) |

|                                             |           |  |
| Gabetto 37’ Galimberti 75’ (aut.) Borel 83’ | Marcatori |  |

| Arbitro: | Scarpi (Dolo) |

|                         |           |              |
| Rebuzzi 5’ Candiani 49’ | Marcatori | 25’ Colaussi |

| Arbitro: | Biancone (Roma) |

|                 |           |          |
| Lushta 15’, 58’ | Marcatori | 86’ Stua |

| Arbitro: | Zelocchi (Modena) |

|              |           |                  |
| Tosolini 43’ | Marcatori | 26’ (rig.) Borel |

| Arbitro: | Scorzoni (Bologna) |

|                      |           |           |
| Borel 1’, 58’ Bo 34’ | Marcatori | 76’ Pantó |

| Arbitro: | Dattilo (Roma) |

|                                     |           |  |
| Depetrini 21’ (aut.) Mascheroni 80’ | Marcatori |  |

| Arbitro: | Scorzoni (Bologna) |

|                       |           |             |
| Gabetto 52’, 57’, 62’ | Marcatori | 2’ Pagliano |

| Arbitro: | Zelocchi (Modena) |

|             |           |               |
| Mazzola 47’ | Marcatori | 78’ Depetrini |

| Arbitro: | Forni (Trento) |

|                                       |           |             |
| Gabetto 1’, 8’, 46’ Bo 34’ Lushta 38’ | Marcatori | 21’ Arienti |

| Arbitro: | Galeati (Bologna) |

|                |           |                    |
| Boffi 26’, 35’ | Marcatori | 32’ Bo 58’ Gabetto |

| Arbitro: | Carpani (Milano) |

|                                 |           |                                                |
| Gabetto 64’ Colaussi 78’ (rig.) | Marcatori | 57’ Magherini 69’ (aut.) G. Varglien 70’ Menti |

#### Girone di ritorno
| Arbitro: | Bonivento (Venezia) |

|                                |           |                           |
| Parola 9’ Rava 65’ Gabetto 78’ | Marcatori | 41’ Zironi 42’ Lombardini |

| Arbitro: | Dattilo (Roma) |

|               |           |  |
| Reguzzoni 82’ | Marcatori |  |

| Arbitro: | Dattilo (Roma) |

|                            |           |  |
| Lazzaretti 40’ Bertoni 63’ | Marcatori |  |

| Torino 16 febbraio 1941, ore 15:00 CET 19ª giornata | Juventus             | 0 – 0 referto | Napoli | Stadio Municipale Benito Mussolini\| Arbitro: \| Dellarole (Vercelli) \| |
| Arbitro:                                            | Dellarole (Vercelli) |               |        |                                                                          |

| Arbitro: | Galeati (Bologna) |

|              |           |                                 |
| Pasinati 26’ | Marcatori | 70’ (rig.) Colaussi 75’ Gabetto |

| Arbitro: | Zelocchi (Modena) |

|                         |           |  |
| Colaussi 7’ Bellini 49’ | Marcatori |  |

| Arbitro: | Dattilo (Roma) |

|              |           |  |
| Cattaneo 71’ | Marcatori |  |

| Arbitro: | Scotto (Savona) |

|              |           |                   |
| Colaussi 59’ | Marcatori | 68’ (rig.) Grezar |

| Arbitro: | Scarpi (Dolo) |

|                                 |           |  |
| Amadei 56’ Coscia 78’ Pantó 86’ | Marcatori |  |

| Arbitro: | Biancone (Roma) |

|                       |           |                 |
| Lushta 9’ Gabetto 69’ | Marcatori | 40’ (aut.) Rava |

| Arbitro: | Fois (Roma) |

|                                         |           |  |
| Gaddoni 35’ Cominelli 46’ Tabanelli 82’ | Marcatori |  |

| Arbitro: | Zelocchi (Modena) |

|                       |           |                      |
| Borel 60’ (rig.), 89’ | Marcatori | 30’ Pernigo 80’ Loik |

| Arbitro: | Dattilo (Roma) |

|                       |           |                                                     |
| Trevisan 6’, 35’, 83’ | Marcatori | 51’ Depetrini 53’, 68’ Lushta 57’ Borel 82’ Gabetto |

| Arbitro: | Dattilo (Roma) |

|            |           |                        |
| Lushta 21’ | Marcatori | 54’ Cappello 59’ Boffi |

| Arbitro: | Coletti (Treviso) |

|                                                         |           |  |
| Menti 20’ (rig.) Di Benedetti 55’, 66’, 73’ Morisco 78’ | Marcatori |  |

### Coppa Italia
| Arbitro: | Scorzoni (Bologna) |

|  |           |                      |
|  | Marcatori | 8’ Borel 79’ Gabetto |

| Arbitro: | Scorzoni (Bologna) |

|                                                             |           |                                       |
| Penzo 7’ Menti 62’ (rig.) Morisco 70’, 72’ Di Benedetti 81’ | Marcatori | 25’ Gabetto 27’ Borel 79’ (rig.) Rava |